# Giovo Ligure
Giovo Ligure (Zuvu in ligure) è l'unica frazione del comune di Pontinvrea; in provincia di Savona. Precedentemente facente parte del territorio comunale di Stella, nel 1966 la frazione è stata inglobata nel territorio pontesino.
Costituito da un nucleo di case sparse e poste lungo la provinciale 334 del Sassello, si trova in prossimità del Colle del Giovo (516 m), da cui la frazione prende il nome.
A cavallo tra il XIX secolo e il XX secolo la zona fu meta prediletta di molti facoltosi genovesi che vi si recavano a caccia nelle stagioni di forte passaggio migratorio.

## I forti
Militarmente strategico per la difesa del Piemonte, il Giovo vide nel corso della seconda metà del XIX secolo sorgere un imponente sistema di fortificazioni per ordine dei Savoia. In tutto ben 6 forti controllavano il valico, anche se non furono mai coinvolti in scontri e già nella prima guerra mondiale furono in parte smantellati con il trasferimento dei pezzi di artiglieria sul fronte austriaco.
I nomi delle piazzeforti sono: Forte Tagliata del Giovo Ligure, Forte Scarato, Forte Moglie, Forte Bruciato, Forte Lodrino Inferiore e Forte Lodrino Superiore.